# Paul Tucker (lekkoatleta)
Paul Tucker (ur. 30 stycznia 1976) – gujański lekkoatleta, płotkarz. Uczestnik Letnich Igrzysk Olimpijskich 1996, podczas których brał udział w biegu na 110 metrów przez płotki. 